# Алахуела (провинција)
Алахуела (шп. Provincia de Alajuela) је једна од седам провинција Костарике. Администативно средиште је град Алахуела. Површина провинције је 9.757 км², на којој живи према подацима из 2011. године 847.660 становника. Алахуела је смештена у севером делу земље и подељена је на 15 кантона.